# Karlheinz Thimm
Karlheinz Thimm (* 15. Februar 1954 in Glücksburg; † 30. Juli 2021) war ein in Berlin lebender deutscher Sozialpädagoge und von 2005 bis Ende 2018 Professor für Soziale Arbeit an der Evangelischen Hochschule Berlin.

## Leben
Thimm studierte in Kiel und Berlin Germanistik und Politologie von 1972 bis 1977, danach von 1981 bis 1984 Erziehungswissenschaften mit dem Schwerpunkt Sozialpädagogik an der Freien Universität Berlin. 2000 promovierte er an der Technischen Universität Berlin bei Manfred Kappeler zum Thema Schulverweigerung. Zur Begründung eines neuen Verhältnisses von Sozialpädagogik und Schule.
In den 1980er Jahren arbeitete Thimm in der Drogentherapie einer Jugendstrafanstalt, in der Familienhilfe und als Volkshochschuldozent. Er absolvierte das Referendariat an einem Gymnasium. Danach war er in einem Schülerhort tätig und im Betreuten Jugendwohnen. In den 1990er Jahren vollzog er die Wissenschaftliche Begleitung und Projektentwicklung bei einem Jugendhilfeträger in Brandenburg.
1994 gründete Thimm das Schulverweigererprojekt Schule des Lebens. 1998 wurde er Leiter der Landeskooperationsstelle Schule – Jugendhilfe in Potsdam; ab 2000 baute er die Kooperationsstelle Kobra.net auf. 2016 rief er die Qualitätsagentur Erziehungshilfen ins Leben. Seit 2005 war Karlheinz Thimm Professor an der Evangelischen Hochschule Berlin. Im Jahr 2019 trat er in den Ruhestand. Thimm war systemischer Supervisor und Gestalttherapeut. Er hatte Lehraufträge an der Freien Universität Berlin, der Technischen Universität Berlin und an der Alice-Salomon-Fachhochschule Berlin. Seine Forschungsschwerpunkte waren Schuldistanz und Hilfen zur Erziehung.

## Schriften (Auswahl)
- Methoden der Sozialen Arbeit an der Hochschule lehren und lernen, Weinheim 2020
- Alltag und Fachlichkeit in stationären Erziehungshilfen, Weinheim 2018 (mit Mathias Schwabe)
- Soziale Arbeit im Kontext Schule, Weinheim 2015
- Werkbuch Sozialarbeit an Grundschulen, Aachen 2012
- Leitfaden Reintegration, Berlin 2005
- Individuelle Bildungsplanung und Entwicklungsförderung, Berlin 2005
- Schulverweigerung. Zur Begründung eines neuen Verhältnisses von Sozialpädagogik und Schule, Münster 2000
- Kooperation: Heimerziehung und Schule, Berlin 2000
- Schulverdrossenheit und Schulverweigerung, Berlin 1998
- Betreutes Wohnen, Berlin 1997

Weitere Beiträge in Sammelbänden:
- Jugendarbeit und Ganztagsschule – Ein Kooperationsplädoyer für ein Risiko mit ungewissem Ausgang, in: Ulrich Deinet / Maria Icking (Hrsg.): Jugendhilfe und Schule. Opladen 2010
- Personelle Kooperation und Fortbildung, in: Thomas Coelen / Hans-Uwe Otto (Hrsg.): Grundbegriffe Ganztagsbildung. Das Handbuch. Wiesbaden 2020
- Jugendsozialarbeit an Berliner Hauptschulen, in: Angelika Henschel u. a. (Hrsg.): Jugendhilfe und Schule. Handbuch für eine gelingende Kooperation. Wiesbaden 2007
- Schuldistanzierung, in: Angelika Henschel u. a. (Hrsg.): Jugendhilfe und Schule. Handbuch für eine gelingende Kooperation. Wiesbaden 2007
- Jugendarbeit und Ganztagsschule, in: Deinet (Hrsg.): Neue Entwicklungen zwischen Jugendhilfe und Schule. Opladen 2006
- Schulverweigerung als Gegenstand der Kooperation von Jugendhilfe und Schule, in: Hartnuß / Maykus (Hrsg.): Handbuch Kooperation von Jugendhilfe und Schule. Frankfurt 2004
- Begriffe und Wirkungsräume (von schuldistanziertem Verhalten) (mit Ricking, Heinrich), in: Herz / Puhr / Ricking (Hrsg.): Problem Schulabsentismus. Bad Heilbrunn 2004
- Schulische Qualitätsstandards bei Schulabsentismus (mit Kastirke u. Ricking), in: Herz / Puhr / Ricking (Hrsg.): Problem Schulabsentismus. Bad Heilbrunn 2004
- Qualitätsstandards für Schulverweigererprojekte in Kooperation von Schule und Kinder- und Jugendhilfe (mit Gallschütz, Christoph / Müller, Andrea G. / Puhr, Kirsten), in: Herz / Puhr / Ricking (Hrsg.): Problem Schulabsentismus. Bad Heilbrunn 2004
- Schule, in: Schröer / Struck / Wolff (Hrsg.): Handbuch Kinder- und Jugendhilfe. Weinheim 2018
- Praxis der sozialpädagogischen Fallarbeit in stationären Hilfen zur Erziehung: Beschreibung – Verstehen – Entwicklungsantizipation – Betreuungsplanung in: Peters (Hrsg.): Diagnosen – Gutachten – hermeneutisches Fallverstehen. Rekonstruktive Verfahren zur Qualifizierung individueller Hilfeplanung. Frankfurt 1999
- Gewalttätigkeit von Menschen – Gewaltförmigkeit von Verhältnissen, in: Helsper / Wenzel (Hrsg.): Pädagogik und Gewalt. Opladen 1995
- Erziehungshilfe nach der Wende, in: Krause / Müller / Thimm / Till (Hrsg.): Deutsch-deutsche Positionen. Frankfurt 1991

Darüber hinaus veröffentlichte Thimm zahlreiche Broschüren und Artikel in Zeitschriften sowie im Internet.